# Хан, Саиф Али
Саиф Али Хан (англ. Saif Ali Khan, бенг. সাইফ আলি খান; род. 16 августа 1970, Нью-Дели) — индийский киноактёр и продюсер.

## Биография
Саиф Али Хан родился 16 августа 1970 года в Нью-Дели. По вероисповеданию мусульманин.
Хан родился в семье пуштунов. Его отец, Мансур Али Хан Патауди (1941—2011), был не только навабом Патауди, но также и бывшим капитаном индийской сборной по крикету. Его мать, Шармила Тагор — известная киноактриса, в своё время бывшая главой Центральной Индийской Комиссии по киноцензуре, и дальняя родственница нобелевского лауреата Рабиндраната Тагора. После замужества она перешла в ислам из индуизма и изменила своё имя на Бегум Айеша Султана. У Саифа есть две младшие сестры — Саба Али Хан (род. 1976), которая занимается ювелирным дизайном, и Соха Али Хан (род. 1978), также ставшая актрисой.
Саиф — наследник двух королевских домов: Бхопал («Город озёр», столица индийского государства из штата Мадхья-Прадеш) и Патауди (город Гургаон в индийском штате Харьяна).
Его детство прошло в мусульманском чтении Корана, его бабушка следила за его религиозным образованием. Хан говорит, что «религия играет важную роль в моем воспитании». Вначале Саиф учился в Lawrence School Sanawar, но позже посещал подготовительную школу Lockers Park. Позже, он пошёл по стопам отца, посещая Winchester College, известную независимую школу для мальчиков в Англии.
В октябре 1991 года Саиф женился на актрисе Амрите Сингх (род. 1958). Брак оказался новостью, поскольку Амрита была на двенадцать лет старше него. После тринадцати лет брака пара развелась в 2004 году. У них двое детей: дочь Сара Али Хан (род. 1995) и сын Ибрагим Али Хан (род. 2001). Его дети живут с их матерью. Его дочь Сара пошла по стопам родителей и дебютировала в фильме Kedarath и Simmba.
С 2007 года встречался с актрисой Кариной Капур, на которой женился 16 октября 2012 года. 20 декабря 2016 года у них родился сын Таймур Али Хан. 21 февраля 2021 года у супругов родился второй сын.
16 января 2025 года появилось сообщение,что на Саиф Али Хана произошло нападение грабителей в собственном доме в Мумбаи. Актер получил шесть ножевых ранений.

## Карьера актёра
Изначально планировалось, что Саиф дебютирует в фильме Bekhudi (1992) вместе с Каджол, но тот вышел без него. В итоге дебютом актёра стала драма Яша Чопры Parampara (1993). Его следующий фильм «Влюбленный бродяга», вышедший двумя неделями позже, принёс ему Filmfare Award за лучшую дебютную мужскую роль.
Прорывом в его карьере стала роль в фильме «С любовью не шутят» (1994), где он снялся вместе с Каджол и Акшаем Кумаром. Фильм стал его первым хитом. После Саиф снимался во многих фильмах, но все они потерпели неудачу в кассе. Хитами стали только такие фильмы, как «Не пытайся меня переиграть» (1994), Imtihaan (1995), «Братские узы» (1999), «Нас не разлучить» (1999) и «Легкомысленная девчонка» (2000).
Его актёрская карьера прошла относительно резкий спад до 2001, когда он снялся в фильме Фархана Ахтара «Любящие сердца». Он получил, много положительных отзывов за роль Самира, в том числе от критика Тарана Адарша, назвавшего её лучшим выступлением в карьере актёра. Успех этой картины утвердил положение Саифа, как одной из наиболее популярных звёзд в киноиндустрии.
С тех пор он имел много кассовых успехов, таких как «Наступит завтра или нет» (2003), «Ты и я» (2004) и «Салам Намасте» (2005). Он получил большое количество положительных отзывов критиков за исполнение отрицательной роли в триллере «Месть обманутой женщины» (2004) и за роль в фильме «Ангел любви» (2005). За исполнение роли в «Ты и я» он получил Национальную кинопремиию Индии за лучшую мужскую роль.
В 2005, наряду с другими звёздами Болливуда, Саиф принял участие в HELP! Telethon Concert, чтобы помочь собрать деньги для жертв землетрясения в Индийском океане 2004 года.
В 2006 году Саиф снова гастролировал, участвуя в концерте Heat 2006, который имел успех во всём мире, вместе с Акшаем Кумаром, Прити Зинтой, Сушмитой Сен и Селиной Джейтли. В том же году Саиф появился на Церемонии закрытия Игр Содружества наций 2006 года в Мельбурне, как представитель Индийской культуры вместе с Рани Мукерджи и Айшварией Рай, в честь Игр Содружества наций 2010 года, которые были проведены в Дели.
В 2006 Саиф сыграл главную роль в нетривиальном англоязычном фильме, «Тайные намерения», но фильм провалился в прокате Великобритании. Актёр также получил огромное количество положительных отзывов о его отрицательной роли в индийской адаптации Шекспировского «Отелло» — «Омкара». Таран Адарш сказал: «Саиф Али Хан… играет злого Лангду Тьяги блестяще. Его внешность, его манеры, его язык тела, его общий поведенческий образ заставляет Вас удивляться. Актёр заслуживает отличной оценки за исполнение роли с таким реализмом, что Вы начинаете ненавидеть его после окончания фильма. Несомненно, актёр заслуживает самого высокого вознаграждения за эту роль».
В отзыве на Rediff.com было заявлено «„Омкара“ знаменует появление Саифа в авангарде актёров-сверстников, и мы радостно аплодируем».
Он выиграл премию в номинации «Лучшая отрицательная роль» на всех главных церемониях награждения, включая Filmfare Awards, Star Screen Awards и Zee Cine Awards.
В своём следующем фильме «Эклавия: Княжеский страж» Саиф снялся вместе с матерью, второй раз со времён «Влюблённого бродяги». Хотя фильм провалился в кассе, его исполнение роли Харшвардхана похвалили и оценили критики. Один критик прокомментировал: «наблюдение за его эмоциями с удивительной точностью заставит Вас понять гигантские шаги, которые он совершил, как актёр». Также была отмечена игра Саифа в фильме «Всё будет хорошо», который собрал умеренные кассовые сборы.
В 2015 году на экраны вышел фильм «Призрак» (Фантом), где его партнёршей стала Катрина Каиф, а Саиф сыграл бывшего солдата, который служит в разведке. Хотя фильм провалился в прокате, но актёр получил похвалы критиков.
После годового перерыва в съёмках, Саиф появился в боевике «Рангун», который провалился в прокате. Неудачу потерпела также комедия «Шеф», являющаяся официальным ремейком фильма «Повар на колесах».
В 2018 году с его участием в прокат вышла чёрная комедия Kaalakaandi, получившая негативные отзывы от критиков и провалившаяся в прокате. В том же году вышел веб-сериал Sacred Games для сервера Netflix, который стал первым сериалом в его карьере и получил положительную оценку.

## Фильмография
| Год  |   | Русское название             | Оригинальное название                 | Роль                                       |
| ---- | - | ---------------------------- | ------------------------------------- | ------------------------------------------ |
| 1992 | ф | Неписаный закон              | Parampara                             | Пратап Сингх                               |
| 1993 | ф | Влюбленный бродяга           | Aashik Aawara                         | Джимми / Ракеш Раджпал                     |
| 1993 | ф | Тень прошлого                | Pehchaan                              | Каран                                      |
| 1994 | ф | С любовью не шутят           | Yeh Dillagi                           | Викрам «Викки» Сайгал                      |
| 1994 | ф | Не пытайся меня переиграть   | Main Khiladi Tu Anari                 | Дипак Кумар                                |
| 1994 | ф | Верность и измена            | Yaar Gaddar                           | Джай Верма                                 |
| 1994 | ф | Жить и любить                | Aao Pyaar Karen                       | Раджа                                      |
| 1994 | ф | Тоскующее сердце             | Imtihaan                              | Викки                                      |
| 1995 | ф |                              | Surakshaa                             | Амар / принц Виджай                        |
| 1996 | ф | Жаркая схватка               | Tu Chor Main Sipahi                   | Раджа                                      |
| 1996 | ф |                              | Ek Tha Raja                           | Санни Догра                                |
| 1996 | ф | Провинциал                   | Bambai Ka Babu                        | Викрам                                     |
| 1996 | ф | Твоё сердце сошло с ума      | Dil Tera Diwana                       | Рави Кумар                                 |
| 1997 | ф | Полёт                        | Udaan                                 | Раджа                                      |
| 1997 | ф | Вместе навсегда              | Hamesha                               | Раджа / Раджу                              |
| 1998 | ф | Цена жизни                   | Keemat: They Are Back                 | Аджай                                      |
| 1998 | ф | Никто не сравнится с нами    | Humse Badhkar Kaun: The Entertainer   | Санни                                      |
| 1999 | ф | Желание                      | Aarzoo                                | Амар                                       |
| 1999 | ф | Жена номер один              | Biwi No. 1                            | Дипак                                      |
| 1999 | ф | Братские узы                 | Kachche Dhaage                        | Дхананджай Пандит                          |
| 1999 | ф | Нас не разлучить             | Hum Saath-Saath Hain: We Stand United | Винод                                      |
| 1999 | ф | Это Мумбай, дорогой!         | Yeh Hai Mumbai Meri Jaan              | Раджу Тарачанд / Хусна Бано / Дэвид Ратход |
| 2000 | ф | Легкомысленная девчонка      | Kya Kehna                             | Рахул Моди                                 |
| 2000 | ф |                              | Sanam Teri Kasam                      | Виджай Верма                               |
| 2001 | ф | Ради любви                   | Love Ke Liye Kuch Bhi Karega          | Пракаш                                     |
| 2001 | ф | Желание сердца               | Dil Chahta Hai                        | Самир                                      |
| 2001 | ф | Ты в сердце моём             | Rehnaa Hai Terre Dil Mein             | Раджив Шиамрао                             |
| 2002 | ф | Ни ты не знаешь, ни я        | Na Tum Jaano Na Hum                   | Акшай Капур                                |
| 2003 | ф | Ничего не бойся              | Darna Mana Hai                        | Анил Манчандани                            |
| 2003 | ф | Наступит завтра или нет      | Kal Ho Naa Ho                         | Рохит Патель                               |
| 2003 | ф | Линия контроля               | LOC: Kargil                           | капитан Анудж Найяр                        |
| 2004 | ф | Месть обманутой женщины      | Ek Hasina Thi                         | Каран Сингх Ратход                         |
| 2004 | ф | Ты и я                       | Hum Tum                               | Каран Капур                                |
| 2005 | ф | Замужняя                     | Parineeta                             | Шекхар Рой                                 |
| 2005 | ф | Салам Намасте                | Salaam Namaste                        | Никхил «Никки» Арора                       |
| 2005 | ф | Тайные намерения             | Being Cyrus                           | Сириус Мистри                              |
| 2006 | ф | Омкара                       | Omkara                                | Ишвар «Лангда» Тьяги                       |
| 2007 | ф | Эклавия — княжеский страж    | Eklavya                               | Prince Harshwardhan                        |
| 2007 | ф | Отпетые мошенники            | Nehlle Pe Dehlla                      | Джимми                                     |
| 2007 | ф | Все будет хорошо             | Ta Ra Rum Pum                         | Раджвир Сингх                              |
| 2008 | ф | Гонка                        | Race                                  | Ранвир Сингх                               |
| 2008 | ф | Отчаянные                    | Tashan                                | Джитендра «Джимми Клифф» Кумар Маквана     |
| 2008 | ф | Немного любви, немного магии | Thoda Pyaar Thoda Magic               | Ранбир Талвар                              |
| 2008 | ф | Ромео с обочины              | Roadside Romeo                        | Ромео, озвучка                             |
| 2009 | ф | Любовь вчера и сегодня       | Love Aaj Kal                          | Джай Сингх, молодой Вир Сингх              |
| 2009 | ф | Жертва                       | Kurbaan                               | Эхсан Хан / Халид                          |
| 2012 | ф | Агент Винод                  | Agent Vinod                           | агент Винод                                |
| 2013 | ф | Коктейль                     | Cocktail                              | Гаутам Капур                               |
| 2013 | ф | Гонка 2                      | Race 2                                | Ранвир Сингх                               |
| 2013 | ф | Иди, Гоа больше нет          | Go Goa Gone                           | Борис                                      |
| 2013 | ф | Пуля-раджа                   | Bullet Raja                           | Раджа Мишра                                |
| 2014 | ф | Двойники                     | Humshakals                            | Ашок Сингхания                             |
| 2014 | ф | Счастливый финал             | Happy Ending                          | Юди Джейтли / Йоги                         |
| 2015 | ф | Призрак                      | Phantom                               | Шейх Даньял                                |
| 2017 | ф | Рангун                       | Rangoon                               | Рустом «Руси» Биллимория                   |
| 2017 | ф | Шеф                          | Chef                                  | Рошан Калра                                |
| 2018 | ф | Во все тяжкие                | Kaalakaandi                           | Рилин                                      |
| 2018 | ф | Биржа                        | Baazaar                               | Шакун Котхари                              |
| 2018 | с | Сакральные игры              | Sacred Games                          | инспектор Сартадж Сингх                    |
| 2019 | ф | Красный капитан              | Laal Kaptaan                          | Госсайн                                    |
| 2020 | ф | Танаджи: Невоспетый воин     | Tanhaji: The Unsung Warrior           | Удаябхан Сингх Ратход                      |
| 2020 | ф |                              | Jawaani Jaaneman                      | Джасвиндер «Джасс» Сингх                   |
| 2020 | ф | Бедное сердце                | Dil Bechara                           | Абхиманью Вер                              |
| 2021 | ф | Охотники за привидениями     | Bhoot Police                          | Вибхути                                    |
| 2021 | ф |                              | Bunty Aur Babli 2                     |                                            |
| 2022 | ф |                              | Vikram Vedha                          | Викрам                                     |
| 2023 | ф |                              | Adipurush                             | Равана                                     |

## Награды
- 2005 — Национальная кинопремия (Индия) за лучшую мужскую роль — «Ты и я»

Filmfare Awards
- 1993 — Лучший мужской дебют — «Влюбленный бродяга»
- 2001 — Лучшее исполнение комической роли — «Любящие сердца»
- 2003 — Лучшая мужская роль второго плана — «Наступит завтра или нет?»
- 2004 — Filmfare Motorola «Moto Look of the Year» — «Наступит завтра или нет?»
- 2004 — Лучшее исполнение комической роли — «Ты и я»
- 2006 — Лучшее исполнение отрицательной роли — «Омкара»

IIFA Awards
- 2002 — Лучшая мужская роль второго плана — «Любящие сердца»
- 2004 — Лучшая мужская роль второго плана «Наступит завтра или нет?»
- 2007 — Лучшее исполнение отрицательной роли — «Омкара»

Zee Cine Awards
- 2002 — Лучшая мужская роль второго плана — «Любящие сердца»
- 2004 — Лучшая мужская роль второго плана — «Наступит завтра или нет?»
- 2007 — Лучшее исполнение отрицательной роли — «Омкара»

Star Screen Awards
- 2002 — Лучшая мужская роль второго плана — «Любящие сердца»
- 2004 — Лучшая мужская роль второго плана — «Наступит завтра или нет?»
- 2007 — Лучший злодей — «Омкара»

Sansui Awards
- 2002 — Лучшее исполнение комической роли — «Любящие сердца»
- 2004 — Лучшая мужская роль второго плана — «Наступит завтра или нет?»

Sports World Awards
- 2005 — «Пара года» вместе с Рани Мукерджи — «Ты и я»
- 2006 — «Пара года» вместе с Прити Зинтой — «Салам Намасте»
- 2007 — Лучшее исполнение отрицательной роли — «Омкара»

Другие награды
- 2006 — Global Indian Film Awards — Лучшее исполнение отрицательной роли — «Омкара»
- 2007 — Stardust Awards — Лучшее исполнение отрицательной роли — «Омкара»
- 2007 — Bollywood Movie Award — Лучший злодей — «Омкара»